# The Voice of Italy (seconda edizione)
La seconda edizione di The Voice of Italy è stata trasmessa in prima serata in televisione su Rai 2 e Rai HD, ed in radio su RTL 102.5, dal 12 marzo al 5 giugno 2014, per un totale di quattordici puntate. Il conduttore è Federico Russo.
L'edizione è stata vinta da Suor Cristina Scuccia, concorrente del team J-Ax.

## Cast e promo
I coach riconfermati per la seconda edizione sono stati: Raffaella Carrà (Team Carrà), Piero Pelù (Team Pelù) e Noemi (Team Noemi). Il posto di Riccardo Cocciante viene preso dal nuovo coach J-Ax (Team J-Ax/Team Losers).
Alla conduzione, Federico Russo sostituisce Fabio Troiano e Valentina Correani sostituisce Carolina Di Domenico nella parte relativa al web.
I promo pubblicitari del programma sono stati trasmessi a partire dal mese di gennaio e nell'ultima settimana sono stati realizzati degli spot in cui si vedevano tutti i coach.
Dall'inizio del programma vengono trasmessi settimanalmente spot riguardanti le puntate.

## Team
Legenda:
- Vincitore
- Secondo classificato
- Terzo classificato
- Quarto classificato

- Eliminato nelle Battle
- Eliminato al Knockout
- Eliminato ai Live show

- Barrato Eliminato dal proprio Coach e preso da un altro
- Corsivo Concorrente ripescato grazie allo STEAL

| Coach                | Coach           | Artisti               | Artisti                   | Artisti                    | Artisti            | Artisti               | Artisti         |
| -------------------- | --------------- | --------------------- | ------------------------- | -------------------------- | ------------------ | --------------------- | --------------- |
|                      | J-Ax            | Suor Cristina Scuccia | Dylan Magon               | Valerio Jovine             | Carolina Russi     | Debby Lou             | Giusy Scarpato  |
| Pietro Napolano      | J-Ax            | Andrea Ori            | Benedetta Giovagnini      | Angela Nobile              | Yvonne Tocci       | Piero Dread           |                 |
| Emiliano Valverde    | J-Ax            | Valeria Marchetti     | Luna Palumbo              | Giulia Dagani              | Ivan Granatino     | Alice Pardo           |                 |
|                      | Piero Pelù      | Giacomo Voli          | Daria Biancardi           | Esther Oluloro             | Giulia Dagani      | Claudia Megrè         | Nadia Marino    |
| Valeria Marchetti    | Piero Pelù      | Mia Schettino         | Andrea Azzurra Gullotta   | Federica Marinari          | Andrea Ori         | Marco Costa           |                 |
| Dejanira Giannarelli | Piero Pelù      | Federica Bensi        | Paola Bivona              | Benedetta Giovagnini       | Steven Patrick Piu | Elisabetta Gagliardi  |                 |
|                      | Raffaella Carrà | Tommaso Pini          | Giuseppe Maggioni         | Federica Buda              | Luna Palumbo       | Francesco Marotta     | Nancy Sardiello |
| Sasha Susino         | Raffaella Carrà | Simone Di Benedetto   | Benedetta Caretta         | Vittoria De Santis         | Valentina Ranalli  | Carmine Cirillo       |                 |
| Rosy Lerro           | Raffaella Carrà | Alessio Buscemi       | Francesca Romana D'Andrea | Sara Gozzi e Marco Galeone | Valentina Sarto    | Francesco Capriglione |                 |
|                      | Noemi           | Giorgia Pino          | Stefano Corona            | Gianmarco Dottori          | Andrea Manchiero   | Gianna Chillà         | Andrea Veschini |
| Paola Bivona         | Noemi           | Yvonne Tocci          | Antonella Anastasi        | Claudia Coticelli          | Sasha Susino       | Simona Farris         |                 |
| Daniele Blaquier     | Noemi           | Federica Graziani     | Giancarlo Ingrassia       | Lorenzo Pagani             | Angela Pascucci    | Andrea Nocera         |                 |

## Blind Auditions
Legenda:
- Il coach preme il bottone "I want you"
- L'artista è eliminato perché nessun coach preme il bottone "I want you"
- L'artista viene scelto per far parte della squadra di questo coach
- L'artista sceglie di far parte della squadra di questo coach

### Prima puntata
La prima puntata è andata in onda il 12 marzo 2014. I quattro coach si sono esibiti in Firework.
| Ordine | Artista (età)                      | Canzone (cantante originale)                  | Scelte di coach e/o artisti | Scelte di coach e/o artisti | Scelte di coach e/o artisti | Scelte di coach e/o artisti |
| Ordine | Artista (età)                      | Canzone (cantante originale)                  | Noemi                       | J-Ax                        | Carrà                       | Pelù                        |
| ------ | ---------------------------------- | --------------------------------------------- | --------------------------- | --------------------------- | --------------------------- | --------------------------- |
| 1      | Federica Buda (22)                 | Quando una stella muore (Giorgia)             |                             |                             |                             | —                           |
| 2      | Gianna Chillà (41)                 | Kozmic Blues (Janis Joplin)                   |                             |                             |                             |                             |
| 3      | Tatiana Tarsia (24)                | Non ti scordar mai di me (Giusy Ferreri)      | —                           | —                           | —                           | —                           |
| 4      | Giacomo Voli (29)                  | Rock and Roll (Led Zeppelin)                  | —                           |                             |                             |                             |
| 5      | Luna Palumbo (23)                  | Albachiara (Vasco Rossi)                      |                             |                             |                             |                             |
| 6      | Stefano e Angelo Villani (33 e 59) | My Father's Eyes (Eric Clapton)               | —                           | —                           | —                           | —                           |
| 7      | Tommaso Pini (24)                  | Summertime Sadness (Lana Del Rey)             |                             |                             |                             |                             |
| 8      | Francesco Rosanò (23)              | Purple Rain (Prince)                          | —                           | —                           | —                           | —                           |
| 9      | Simona Farris (19)                 | Per dire di no (Alexia)                       |                             |                             |                             | —                           |
| 10     | Ivan Granatino (29)                | Vengo dalla Luna (Caparezza)                  |                             |                             |                             | —                           |
| 11     | Andrea Veschini (30)               | Virtual Insanity (Jamiroquai)                 |                             |                             |                             | —                           |
| 12     | Luiza Costantin (20)               | Someone like You (Adele)                      | —                           | —                           | —                           | —                           |
| 13     | Giusy Scarpato (36)                | Don't You Worry 'Bout a Thing (Stevie Wonder) | —                           |                             | —                           | —                           |
| 14     | Antonella Anastasi (21)            | Run to You (Whitney Houston)                  |                             | —                           | —                           | —                           |
| 15     | Simone Di Benedetto (20)           | Rosso (Raffaella Carrà)                       | —                           |                             |                             | —                           |
| 16     | Paola Bivona (21)                  | Redemption Song (Bob Marley)                  |                             |                             | —                           |                             |
| 17     | Cristian De Leo (35)               | La notte (Modà)                               | —                           | —                           | —                           | —                           |
| 18     | Daria Biancardi (36)               | I Have Nothing (Whitney Houston)              |                             |                             |                             |                             |

### Seconda puntata
La seconda puntata è andata in onda il 19 marzo 2014.
| Ordine | Artista (età)                 | Canzone (cantante originale)                   | Scelte di coach e/o artisti | Scelte di coach e/o artisti | Scelte di coach e/o artisti | Scelte di coach e/o artisti |
| Ordine | Artista (età)                 | Canzone (cantante originale)                   | Noemi                       | J-Ax                        | Carrà                       | Pelù                        |
| ------ | ----------------------------- | ---------------------------------------------- | --------------------------- | --------------------------- | --------------------------- | --------------------------- |
| 1      | Gianmarco Dottori (30)        | Get Lucky (Daft Punk)                          |                             | —                           | —                           | —                           |
| 2      | Suor Cristina Scuccia (25)    | No One (Alicia Keys)                           |                             |                             |                             |                             |
| 3      | Simone Capriglione (27)       | Un angelo disteso al sole (Eros Ramazzotti)    | —                           | —                           | —                           | —                           |
| 4      | Francesco Capriglione (45)    | How Deep Is Your Love (Bee Gees)               | —                           | —                           |                             | —                           |
| 5      | Andrea Azzurra Gullotta (25)  | I Shot the Sheriff (The Wailers)               |                             |                             |                             |                             |
| 6      | Nancy Sardiello (28)          | Respect (Aretha Franklin)                      |                             |                             |                             |                             |
| 7      | Naicok Nay Fuentes Perez (21) | Guantanamera (Zucchero Fornaciari)             | —                           | —                           | —                           | —                           |
| 8      | Yvonne Tocci (18)             | Insieme a te non ci sto più (Caterina Caselli) |                             |                             | —                           | —                           |
| 9      | Daniele Blaquier (24)         | 7 e 40 (Lucio Battisti)                        |                             |                             |                             |                             |
| 10     | Alice Pardo (16)              | Royals (Lorde)                                 | —                           |                             |                             | —                           |
| 11     | Erica Volpi (18)              | Come si cambia (Fiorella Mannoia)              | —                           | —                           | —                           | —                           |
| 12     | Vittoria De Santis (29)       | Dedicato (Loredana Bertè)                      | —                           |                             |                             |                             |
| 13     | Thomas Moschen (24)           | New Shoes (Paolo Nutini)                       | —                           | —                           | —                           | —                           |
| 14     | Mia Schettino (34)            | Breakfast in America (Supertramp)              | —                           |                             |                             |                             |
| 15     | Giulia Dagani (21)            | Jungle Drum (Emilíana Torrini)                 | —                           |                             |                             |                             |
| 16     | Marco Costa (22)              | Trouble (Coldplay)                             | —                           | —                           | —                           |                             |
| 17     | Giuseppe Chiriaco (24)        | 50 Special (Lùnapop)                           | —                           | —                           | —                           | —                           |
| 18     | Steven Patrick Piu (24)       | Are You Gonna Be My Girl (Jet)                 | —                           |                             | —                           |                             |

### Terza puntata
La terza puntata è andata in onda il 26 marzo 2014.
| Ordine | Artista (età)                               | Canzone (cantante originale)               | Scelte di coach e/o artisti | Scelte di coach e/o artisti | Scelte di coach e/o artisti | Scelte di coach e/o artisti |
| Ordine | Artista (età)                               | Canzone (cantante originale)               | Noemi                       | J-Ax                        | Carrà                       | Pelù                        |
| ------ | ------------------------------------------- | ------------------------------------------ | --------------------------- | --------------------------- | --------------------------- | --------------------------- |
| 1      | Francesco Marotta (28)                      | Cough Syrup (Young the Giant)              | —                           |                             |                             |                             |
| 2      | Alessandra Drusian (44)                     | Io canto (Riccardo Cocciante)              | —                           | —                           | —                           | —                           |
| 3      | Sasha Susino (20)                           | Nothing's Real But Love (Rebecca Ferguson) |                             |                             |                             | —                           |
| 4      | Valeria Marchetti (22)                      | One and Only (Adele)                       | —                           |                             |                             | —                           |
| 5      | Giuseppe Maggioni (34)                      | Don't Stop Me Now (Queen)                  |                             | —                           |                             |                             |
| 6      | Antonio Careddu (30)                        | Without Me (Eminem)                        | —                           | —                           | —                           | —                           |
| 7      | Elisabetta Gagliardi (30)                   | Amore disperato (Nada)                     | —                           |                             |                             |                             |
| 8      | Mattia Battistini (35)                      | Billie Jean (Michael Jackson)              | —                           | —                           | —                           | —                           |
| 9      | Piero Dread (34)                            | No Woman, No Cry (Bob Marley)              | —                           |                             | —                           | —                           |
| 10     | Carolina Russi (21)                         | Fallin' (Alicia Keys)                      | —                           |                             |                             |                             |
| 11     | Giorgia Pino (18)                           | Come foglie (Malika Ayane)                 |                             |                             | —                           |                             |
| 12     | Esther Oluloro (22)                         | Stay (Rihanna)                             |                             | —                           |                             |                             |
| 13     | Benedetta Giovagnini (31)                   | Blues in the Night (Sonny Clark)           |                             |                             |                             |                             |
| 14     | Dario Falasca (33)                          | Sei solo tu (Nek)                          | —                           | —                           | —                           | —                           |
| 15     | Federica Graziani (23)                      | Una poesia anche per te (Elisa)            |                             | —                           | —                           |                             |
| 16     | Maria Afrodite De Lucia (31)                | Do What U Want (Lady Gaga)                 | —                           | —                           | —                           | —                           |
| 17     | Andrea Manchiero (33)                       | Anche per te (Lucio Battisti)              |                             | —                           | —                           | —                           |
| 18     | Debby Lou (vero nome: Debora Patrimia) (27) | Black Velvet (Alannah Myles)               | —                           |                             | —                           |                             |

### Quarta puntata
La quarta puntata è andata in onda il 2 aprile 2014.
| Ordine | Artista (età)                    | Canzone (cantante originale)                                | Scelte di coach e/o artisti | Scelte di coach e/o artisti | Scelte di coach e/o artisti | Scelte di coach e/o artisti |
| Ordine | Artista (età)                    | Canzone (cantante originale)                                | Noemi                       | J-Ax                        | Carrà                       | Pelù                        |
| ------ | -------------------------------- | ----------------------------------------------------------- | --------------------------- | --------------------------- | --------------------------- | --------------------------- |
| 1      | Carmine Cirillo "Kavour" (45)    | Blurred Lines (Robin Thicke)                                |                             |                             |                             | —                           |
| 2      | Federica Bensi (18)              | I Kissed a Girl (Katy Perry)                                |                             |                             |                             |                             |
| 3      | Claudia Coticelli (27)           | Mi sei scoppiato dentro il cuore (Mina)                     |                             | —                           | —                           | —                           |
| 4      | Forlenzo Massarone (24)          | Carina (Fred Buscaglione)                                   | —                           | —                           | —                           | —                           |
| 5      | Nadia Marino (28)                | Black Horse and the Cherry Tree (KT Tunstall)               |                             |                             |                             |                             |
| 6      | Francesca Romana D'Andrea (20)   | Put Your Records On (Corinne Bailey Rae)                    | —                           | —                           |                             | —                           |
| 7      | Valerio Jovine (38)              | Like a Virgin (Madonna)                                     | —                           |                             |                             |                             |
| 8      | Giancarlo Ingrassia "Gimmy" (34) | Guardastelle (Bungaro)                                      |                             | —                           | —                           | —                           |
| 9      | Aura Linzi                       | Light My Fire (The Doors)                                   | —                           | —                           | —                           | —                           |
| 10     | Roberto Acciaro                  | Tu sei lei (Ligabue)                                        | —                           | —                           | —                           | —                           |
| 11     | Beatrice Pezzini                 | Wrecking Ball (Miley Cyrus)                                 | —                           | —                           | —                           | —                           |
| 12     | Giuseppe Cavallo                 | Oggi sono io (Alex Britti)                                  | —                           | —                           | —                           | —                           |
| 13     | Pietro Napolano (29)             | Losing My Religion (R.E.M.)                                 | —                           |                             | —                           | —                           |
| 14     | Stefano Corona (27)              | Feeling Good (Michael Bublé)                                |                             |                             |                             |                             |
| 15     | Angela Nobile (27)               | Insieme a te sto bene (Lucio Battisti)                      | —                           |                             | —                           |                             |
| 16     | Kylie Kay Dacillo (17)           | Who Knew (Pink)                                             | —                           | —                           | —                           | —                           |
| 17     | Alessio Buscemi (30)             | Pompeii (Bastille)                                          | —                           | —                           |                             | —                           |
| 18     | Federica Marinari (20)           | Mamma Knows Best (Jessie J)                                 | —                           |                             |                             |                             |
| 19     | Jean Jacques Pantuosco (30)      | Ain't No Sunshine (Bill Withers)                            | —                           | —                           | —                           | —                           |
| 20     | Emiliano Valverde (26)           | Le ore piccole (Neffa)                                      | —                           |                             | —                           | —                           |
| 21     | Jacopo Ratini (31)               | One Day (Trading Yesterday)/Amore impossibile (Tiromancino) | —                           | —                           | —                           | —                           |
| 22     | Rosy Lerro (17)                  | Your Song (Elton John)                                      |                             |                             |                             | —                           |

### Quinta puntata
La quinta puntata è andata in onda il 9 aprile 2014.
| Ordine | Artista (età)                        | Canzone (cantante originale)         | Scelte di coach e/o artisti | Scelte di coach e/o artisti | Scelte di coach e/o artisti | Scelte di coach e/o artisti |
| Ordine | Artista (età)                        | Canzone (cantante originale)         | Noemi                       | J-Ax                        | Carrà                       | Pelù                        |
| ------ | ------------------------------------ | ------------------------------------ | --------------------------- | --------------------------- | --------------------------- | --------------------------- |
| 1      | Sara Gozzi e Marco Galeone (24 e 21) | Treasure (Bruno Mars)                | —                           | —                           |                             | —                           |
| 2      | Lorenzo Tornaboni (32)               | Maybe Tomorrow (Stereophonics)       | —                           | —                           | —                           | —                           |
| 3      | Claudia Megré (27)                   | Wish You Were Here (Pink Floyd)      | —                           |                             |                             |                             |
| 4      | Nicolas Bonazzi (32)                 | Fast Car (Tracy Chapman)             | —                           | —                           | —                           | —                           |
| 5      | Benedetta Caretta (17)               | The Power of Love (Céline Dion)      | —                           | —                           |                             | —                           |
| 6      | Lorenzo Pagani (40)                  | Come in ogni ora (Karima)            |                             | —                           |                             | —                           |
| 7      | Angela Pascucci (23)                 | Somebody to Love (Queen)             |                             | —                           | —                           | —                           |
| 8      | Flavio Ausilio (24)                  | Salirò (Daniele Silvestri)           | —                           | —                           | —                           | —                           |
| 9      | Andrea Ori (36)                      | Highway to Hell (AC/DC)              |                             |                             |                             |                             |
| 10     | Giulia Mazzali (27)                  | L'anima vola (Elisa)                 | —                           | —                           | —                           | —                           |
| 11     | Bojana Krunic (35)                   | Ordinary People (John Legend)        | —                           | —                           | —                           | —                           |
| 12     | Dylan Magon (21)                     | Talk Dirty (Jason Derulo)            |                             |                             |                             |                             |
| 13     | Mariachiara Castaldi (28)            | Un'emozione da poco (Anna Oxa)       | —                           | N.D.                        | —                           | —                           |
| 14     | Yousef Pellerito (20)                | We Found Love (Rihanna)              | —                           | N.D.                        | —                           | —                           |
| 15     | Dejanira Giannarelli (29)            | Bring Me to Life (Evanescence)       | —                           | N.D.                        | —                           |                             |
| 16     | Viviana Colombo (25)                 | Ti scatterò una foto (Tiziano Ferro) | —                           | N.D.                        | —                           | N.D.                        |
| 17     | Andrea Nocera (24)                   | Chariot (Gavin DeGraw)               |                             | N.D.                        |                             | N.D.                        |
| 18     | Valentina Sarto (18)                 | Warwick Avenue (Duffy)               | N.D.                        | N.D.                        |                             | N.D.                        |
| 19     | Alessio Paddeu (41)                  | Cleptomania (Sugarfree)              | N.D.                        | N.D.                        | —                           | N.D.                        |
| 20     | Camilla Noci (38)                    | Mas que nada (Sérgio Mendes)         | N.D.                        | N.D.                        | —                           | N.D.                        |
| 21     | Angelo Marco Bruccolieri (16)        | Moondance (Michael Bublé)            | N.D.                        | N.D.                        | —                           | N.D.                        |
| 22     | Chiara Talone (31)                   | Glitter & Gold (Rebecca Ferguson)    | N.D.                        | N.D.                        | —                           | N.D.                        |
| 23     | Valentina Ranalli (24)               | Limpido (Laura Pausini)              | N.D.                        | N.D.                        |                             | N.D.                        |

### Bilancio Blind Auditions
| Coach           | Numero di volte | Numero di volte | Numero di volte  | Numero di volte | Numero di volte | Numero di volte che ha scelto come | Numero di volte che ha scelto come | Numero di volte che ha scelto come | Numero di volte che ha scelto come |
| Coach           | Buzz            | Buzz da solo    | Buzz non da solo | Scelto          | Non scelto      | Carrà                              | Noemi                              | Pelù                               | J-Ax                               |
| --------------- | --------------- | --------------- | ---------------- | --------------- | --------------- | ---------------------------------- | ---------------------------------- | ---------------------------------- | ---------------------------------- |
| Raffaella Carrà | 45              | 7               | 38               | 9               | 29              | N.D.                               | 21                                 | 22                                 | 30                                 |
| Noemi           | 37              | 4               | 34               | 12              | 24              | 21                                 | N.D.                               | 17                                 | 20                                 |
| Piero Pelù      | 33              | 2               | 31               | 14              | 17              | 22                                 | 17                                 | N.D.                               | 24                                 |
| J-Ax            | 41              | 4               | 37               | 12              | 25              | 30                                 | 20                                 | 24                                 | N.D.                               |

## Battles
Special coach
Durante le Battles, ogni coach è supportato da una guest star, che aiuterà i concorrenti della squadra a cui è associato nella preparazione alle sfide a due.
I quattro special coach sono: Riccardo Cocciante per Raffaella Carrà, Frankie hi-nrg mc per Noemi, Loredana Bertè per Piero Pelù ed Elio e le Storie Tese per J-Ax.
Legenda
- Vincitore della battaglia
- Artista eliminato
- Il coach preme il bottone STEAL
- L'artista viene scelto per far parte della squadra di questo coach
- L'artista sceglie di far parte della squadra di questo coach

### Sesta puntata
La sesta puntata è andata in onda il 16 aprile 2014.
| Ordine | Coach           | Artisti                   | Artisti                    | Canzone (cantante originale)                  | STEAL | STEAL | STEAL | STEAL |
| Ordine | Coach           | Artisti                   | Artisti                    | Canzone (cantante originale)                  | Noemi | J-Ax  | Carrà | Pelù  |
| ------ | --------------- | ------------------------- | -------------------------- | --------------------------------------------- | ----- | ----- | ----- | ----- |
| 1      | Piero Pelù      | Andrea Azzurra Gullotta   | Elisabetta Gagliardi       | E la luna bussò (Loredana Bertè)              | —     | —     | —     | N.D.  |
| 2      | Noemi           | Gianna Chillà             | Angela Pascucci            | Titanium (David Guetta e Sia)                 | N.D.  | —     | —     | —     |
| 3      | J-Ax            | Debora Patrimia           | Giulia Dagani              | Yoü and I (Lady Gaga)                         | —     | N.D.  |       |       |
| 4      | Raffaella Carrà | Tommaso Pini              | Sara Gozzi e Marco Galeone | Counting Stars (OneRepublic)                  | —     | —     | N.D.  | —     |
| 5      | Piero Pelù      | Steven Patrick Piu        | Esther Oluloro             | Hedonism (Skunk Anansie)                      | —     | —     | —     | N.D.  |
| 6      | Raffaella Carrà | Simone Di Benedetto       | Valentina Sarto            | Sono bugiarda (Caterina Caselli)              | —     | —     | N.D.  | —     |
| 7      | Noemi           | Giancarlo Ingrassia       | Andrea Manchiero           | Vita (Lucio Dalla e Gianni Morandi)           | N.D.  | —     | —     | —     |
| 8      | J-Ax            | Suor Cristina Scuccia     | Luna Palumbo               | Girls Just Want to Have Fun (Cyndi Lauper)    |       | N.D.  |       |       |
| 9      | Raffaella Carrà | Giuseppe Maggioni         | Francesco Capriglione      | I Don't Want to Miss a Thing (Aerosmith)      | —     | —     | N.D.  | —     |
| 10     | Noemi           | Gianmarco Dottori         | Andrea Nocera              | Beggin' (Madcon)                              | N.D.  | —     | —     | —     |
| 11     | Piero Pelù      | Paola Bivona              | Claudia Megrè              | Città vuota (Mina)                            |       | —     | —     | N.D.  |
| 12     | J-Ax            | Alice Pardo               | Pietro Napolano            | Just the Way You Are (Bruno Mars)             | —     | N.D.  | —     | —     |
| 13     | Raffaella Carrà | Francesca Romana D'Andrea | Federica Buda              | Tra te e il mare (Laura Pausini)              | —     | —     | N.D.  | —     |
| 14     | Piero Pelù      | Benedetta Giovagnini      | Federica Marinari          | Knock on Wood (Eddie Floyd)                   | —     |       | —     | N.D.  |
| 15     | J-Ax            | Ivan Granatino            | Dylan Magon                | Young, Wild & Free (Snoop Dogg e Wiz Khalifa) | —     | N.D.  | —     | —     |
| 16     | Noemi           | Claudia Coticelli         | Lorenzo Pagani             | La musica che gira intorno (Ivano Fossati)    | N.D.  | —     | —     | —     |

### Settima puntata
La settima puntata è andata in onda il 23 aprile 2014.
| Ordine | Coach           | Artisti            | Artisti              | Canzone (cantante originale)                       | STEAL | STEAL | STEAL | STEAL |
| Ordine | Coach           | Artisti            | Artisti              | Canzone (cantante originale)                       | Noemi | J-Ax  | Carrà | Pelù  |
| ------ | --------------- | ------------------ | -------------------- | -------------------------------------------------- | ----- | ----- | ----- | ----- |
| 1      | Raffaella Carrà | Francesco Marotta  | Alessio Buscemi      | Love Me Again (John Newman)                        | —     | —     | N.D.  | —     |
| 2      | Noemi           | Federica Graziani  | Stefano Corona       | Bad (Michael Jackson)                              | N.D.  | —     | —     | —     |
| 3      | Piero Pelù      | Daria Biancardi    | Federica Bensi       | Piece of My Heart (Janis Joplin)                   | —     | —     | —     | N.D.  |
| 4      | J-Ax            | Angela Nobile      | Valeria Marchetti    | Piccolo uomo (Mia Martini)                         | —     | N.D.  | —     |       |
| 5      | Raffaella Carrà | Rosy Lerro         | Vittoria De Santis   | Bruci la città (Irene Grandi)                      | —     | —     | N.D.  | N.D.  |
| 6      | Noemi           | Andrea Veschini    | Daniele Blaquier     | I Heard It Through the Grapevine (Marvin Gaye)     | N.D.  | —     | —     | N.D.  |
| 7      | Piero Pelù      | Andrea Ori         | Nadia Marino         | Il chitarrista (Ivan Graziani)                     | —     |       | —     | N.D.  |
| 8      | J-Ax            | Piero Dread        | Valerio Jovine       | Je so' pazzo (Pino Daniele)                        | —     | N.D.  | —     | N.D.  |
| 9      | Raffaella Carrà | Benedetta Caretta  | Valentina Ranalli    | Shiver (Natalie Imbruglia)                         | —     | N.D.  | N.D.  | N.D.  |
| 10     | Noemi           | Sasha Susino       | Giorgia Pino         | Caffè nero bollente (Fiorella Mannoia)             | N.D.  | N.D.  |       | N.D.  |
| 11     | Piero Pelù      | Mia Schettino      | Marco Costa          | Rocket Man (Elton John)                            | —     | N.D.  | N.D.  | N.D.  |
| 12     | J-Ax            | Giusy Scarpato     | Yvonne Tocci         | Hard out Here (Lily Allen)                         |       | N.D.  | N.D.  | N.D.  |
| 13     | Raffaella Carrà | Nancy Sardiello    | Carmine Cirillo      | Don't Go Breaking My Heart (Elton John e Kiki Dee) | N.D.  | N.D.  | N.D.  | N.D.  |
| 14     | Noemi           | Antonella Anastasi | Simona Farris        | When You Believe (Whitney Houston e Mariah Carey)  | N.D.  | N.D.  | N.D.  | N.D.  |
| 15     | Piero Pelù      | Giacomo Voli       | Dejanira Giannarelli | Knockin' on Heaven's Door (Bob Dylan)              | N.D.  | N.D.  | N.D.  | N.D.  |
| 16     | J-Ax            | Emiliano Valverde  | Carolina Russi       | Cambierà (Neffa)                                   | N.D.  | N.D.  | N.D.  | N.D.  |

## Knock Out
Legenda
- Vincitore della battaglia
- Artista eliminato

### Ottava puntata
L'ottava puntata è andata in onda il 24 aprile 2014.
| Ordine | Coach           | Artisti                 | Canzone (cantante originale)              |
| ------ | --------------- | ----------------------- | ----------------------------------------- |
| 1      | Piero Pelù      | Federica Marinari       | Folle città (Loredana Bertè)              |
| 1      | Piero Pelù      | Daria Biancardi         | Listen (Beyoncé)                          |
| 2      | Raffaella Carrà | Vittoria De Santis      | Proud Mary (Creedence Clearwater Revival) |
| 2      | Raffaella Carrà | Federica Buda           | A chi mi dice (Blue)                      |
| 3      | J-Ax            | Debby Lou               | Man! I Feel like a Woman! (Shania Twain)  |
| 3      | J-Ax            | Angela Nobile           | L'ultima occasione (Mina)                 |
| 4      | Noemi           | Gianna Chillà           | Eccezionale (Irene Grandi)                |
| 4      | Noemi           | Claudia Coticelli       | Halo (Beyoncé)                            |
| 5      | Piero Pelù      | Giacomo Voli            | Impressioni di settembre (PFM)            |
| 5      | Piero Pelù      | Andrea Azzurra Gullotta | Un ragazzo di strada (I Corvi)            |
| 6      | Raffaella Carrà | Luna Palumbo            | Price Tag (Jessie J)                      |
| 6      | Raffaella Carrà | Benedetta Caretta       | Ti vorrei sollevare (Elisa)               |
| 7      | J-Ax            | Benedetta Giovagnini    | Chain of Fools (Aretha Franklin)          |
| 7      | J-Ax            | Suor Cristina Scuccia   | Hero (Mariah Carey)                       |
| 8      | Noemi           | Gianmarco Dottori       | Viva la vida (Coldplay)                   |
| 8      | Noemi           | Antonella Anastasi      | Almeno tu nell'universo (Mia Martini)     |
| 9      | Raffaella Carrà | Simone Di Benedetto     | Applause (Lady Gaga)                      |
| 9      | Raffaella Carrà | Francesco Marotta       | I Won't Let You Go (James Morrison)       |
| 10     | Piero Pelù      | Mia Schettino           | Everybody Hurts (R.E.M.)                  |
| 10     | Piero Pelù      | Giulia Dagani           | Burn (Ellie Goulding)                     |

### Nona puntata
La nona puntata è andata in onda il 30 aprile 2014.
| Ordine | Coach           | Artisti           | Canzone (cantante originale)                                |
| ------ | --------------- | ----------------- | ----------------------------------------------------------- |
| 1      | Noemi           | Andrea Veschini   | Message in a Bottle (The Police)                            |
| 1      | Noemi           | Stefano Corona    | Seven Nation Army (The White Stripes)                       |
| 2      | J-Ax            | Giusy Scarpato    | Il mio giorno migliore (Giorgia)                            |
| 2      | J-Ax            | Carolina Russi    | The House of the Rising Sun (The Animals)                   |
| 3      | Piero Pelù      | Nadia Marino      | Sweet Child o' Mine (Guns N' Roses)                         |
| 3      | Piero Pelù      | Esther Oluloro    | Così celeste (Zucchero Fornaciari)                          |
| 4      | Raffaella Carrà | Tommaso Pini      | Sweet Dreams (Eurythmics)                                   |
| 4      | Raffaella Carrà | Sasha Susino      | Nessun dolore (Giorgia)                                     |
| 5      | J-Ax            | Valerio Jovine    | Isn't She Lovely? (Stevie Wonder)                           |
| 5      | J-Ax            | Andrea Ori        | Have You Ever Seen the Rain? (Creedence Clearwater Revival) |
| 6      | Noemi           | Yvonne Tocci      | L'amore si odia (Noemi e Fiorella Mannoia)                  |
| 6      | Noemi           | Andrea Manchiero  | The Scientist (Coldplay)                                    |
| 7      | Piero Pelù      | Claudia Megrè     | Nobody's Wife (Anouk)                                       |
| 7      | Piero Pelù      | Valeria Marchetti | Il mare d'inverno (Loredana Bertè)                          |
| 8      | Raffaella Carrà | Nancy Sardiello   | Lady Marmalade (Christina Aguilera)                         |
| 8      | Raffaella Carrà | Giuseppe Maggioni | Follow Me (Muse)                                            |
| 9      | J-Ax            | Pietro Napolano   | I Will Survive (Cake)                                       |
| 9      | J-Ax            | Dylan Magon       | Hold On, We're Going Home (Drake)                           |
| 10     | Noemi           | Giorgia Pino      | Nuvole e lenzuola (Negramaro)                               |
| 10     | Noemi           | Paola Bivona      | It's Oh So Quiet (Björk)                                    |

## Live Show
Legenda
- Concorrente salvo grazie al televoto
- Concorrente salvo grazie al coach
- Concorrente eliminato

### Decima puntata
La decima puntata è andata in onda il 7 maggio 2014. Si esibiscono i cinque concorrenti per coach, dei quali tre vengono salvati dal televoto del pubblico ed uno dal coach stesso.
Ospiti: Kylie Minogue
Canzoni eseguite dagli ospiti: Can't Get You out of My Head (con Luna Palumbo, Gianna Chillà, Daria Biancardi e Suor Cristina Scuccia) e I Was Gonna Cancel
| Ordine | Coach           | Artista               | Canzone (cantante originale)                      | Televoto |
| ------ | --------------- | --------------------- | ------------------------------------------------- | -------- |
| 1      | Piero Pelù      | Daria Biancardi       | Fighter (Christina Aguilera)                      | 19,73%   |
| 2      | Piero Pelù      | Esther Oluloro        | L'emozione non ha voce (Adriano Celentano)        | 16,21%   |
| 3      | Piero Pelù      | Giacomo Voli          | Life on Mars? (David Bowie)                       | 34,51%   |
| 4      | Piero Pelù      | Claudia Megrè         | Non succederà più (Claudia Mori)                  | 16,19%   |
| 5      | Piero Pelù      | Giulia Dagani         | Heart of Glass (Blondie)                          | 13,36%   |
| 6      | Raffaella Carrà | Luna Palumbo          | Happy (Pharrell Williams)                         | 19,82%   |
| 7      | Raffaella Carrà | Federica Buda         | Quello che le donne non dicono (Fiorella Mannoia) | 13,36%   |
| 8      | Raffaella Carrà | Tommaso Pini          | One Day (Asaf Avidan)                             | 35,03%   |
| 9      | Raffaella Carrà | Francesco Marotta     | Liberatemi (Biagio Antonacci)                     | 8,34%    |
| 10     | Raffaella Carrà | Giuseppe Maggioni     | Grace Kelly (Mika)                                | 23,45%   |
| 11     | J-Ax            | Dylan Magon           | The Seed (The Roots)                              | 12,82%   |
| 12     | J-Ax            | Debby Lou             | Bang Bang (My Baby Shot Me Down) (Cher)           | 4,13%    |
| 13     | J-Ax            | Carolina Russi        | Killing Me Softly with His Song (Roberta Flack)   | 6,11%    |
| 14     | J-Ax            | Suor Cristina Scuccia | Flashdance... What a Feeling (Irene Cara)         | 63,29%   |
| 15     | J-Ax            | Valerio Jovine        | Il cielo in una stanza (Gino Paoli)               | 13,65%   |
| 16     | Noemi           | Andrea Manchiero      | Let Me Out (Ben's Brother)                        | 20,35%   |
| 17     | Noemi           | Gianna Chillà         | Ragazzo mio (Loredana Bertè)                      | 13,55%   |
| 18     | Noemi           | Stefano Corona        | Secretly (Skunk Anansie)                          | 24,61%   |
| 19     | Noemi           | Gianmarco Dottori     | Un tempo piccolo (Tiromancino)                    | 20,47%   |
| 20     | Noemi           | Giorgia Pino          | Just Give Me a Reason (Pink)                      | 21,02%   |

### Undicesima puntata
L'undicesima puntata è andata in onda il 14 maggio 2014. Si esibiscono i quattro concorrenti per coach, dei quali due vengono salvati dal televoto del pubblico ed uno dal coach stesso.
Ospiti: Saule
Canzoni eseguite dagli ospiti: Dusty Men (con Tommaso Pini, Stefano Corona, Dylan Magon e Giacomo Voli)
| Ordine | Coach           | Artista               | Canzone (cantante originale)                     | Televoto (%) |
| ------ | --------------- | --------------------- | ------------------------------------------------ | ------------ |
| 1      | Raffaella Carrà | Giuseppe Maggioni     | The Final Countdown (Europe)                     | 26,30%       |
| 2      | Raffaella Carrà | Federica Buda         | Why (Randy Crawford)                             | 20,43%       |
| 3      | Raffaella Carrà | Tommaso Pini          | Mentre tutto scorre (Negramaro)                  | 33,44%       |
| 4      | Raffaella Carrà | Luna Palumbo          | Can't Remember to Forget You (Shakira e Rihanna) | 19,83%       |
| 5      | Noemi           | Gianmarco Dottori     | Wonderwall (Oasis)                               | 22,65%       |
| 6      | Noemi           | Giorgia Pino          | Tutto quello che un uomo (Sergio Cammariere)     | 31,53%       |
| 7      | Noemi           | Stefano Corona        | Careless Whisper (George Michael)                | 24,87%       |
| 8      | Noemi           | Andrea Manchiero      | Vivere (Vasco Rossi)                             | 20,95%       |
| 9      | J-Ax            | Valerio Jovine        | Red Red Wine (UB40)                              | 10,49%       |
| 10     | J-Ax            | Dylan Magon           | Pastime Paradise (Stevie Wonder)                 | 13,26%       |
| 11     | J-Ax            | Suor Cristina Scuccia | Uno su mille (Gianni Morandi)                    | 68,64%       |
| 12     | J-Ax            | Carolina Russi        | Hai delle isole negli occhi (Tiziano Ferro)      | 7,61%        |
| 13     | Piero Pelù      | Esther Oluloro        | Talkin' 'bout a Revolution (Tracy Chapman)       | 16,78%       |
| 14     | Piero Pelù      | Giacomo Voli          | Madness (Muse)                                   | 42,82%       |
| 15     | Piero Pelù      | Giulia Dagani         | Insieme (Mina)                                   | 17,07%       |
| 16     | Piero Pelù      | Daria Biancardi       | Calling You (Jevetta Steele)                     | 23,33%       |

Esibizioni di gruppo dei coach
| Ordine | Coach                  | Canzone (cantante originale)     |
| ------ | ---------------------- | -------------------------------- |
| 1      | Noemi e Piero Pelù     | Svalutation (Adriano Celentano)  |
| 2      | Raffaella Carrà e J-Ax | Stasera mi butto (Rocky Roberts) |

### Dodicesima puntata
La dodicesima puntata è andata in onda il 21 maggio 2014. Si esibiscono i tre concorrenti per coach, dei quali uno viene salvato dal televoto del pubblico ed uno dal coach stesso.
Ospiti: The Vamps e Ed Sheeran
Canzoni eseguite dagli ospiti: The Vamps: Last Night, Ed Sheeran: Lego House (con Noemi, Gianmarco Dottori, Giorgia Pino, Stefano Corona) e Sing
| Ordine | Coach           | Artista               | Canzone (cantante originale)                  | Televoto (%) |
| ------ | --------------- | --------------------- | --------------------------------------------- | ------------ |
| 1      | Piero Pelù      | Daria Biancardi       | I Was Made for Lovin' You (Kiss)              | 28,99%       |
| 2      | Piero Pelù      | Esther Oluloro        | Back to Black (Amy Winehouse)                 | 19,15%       |
| 3      | Piero Pelù      | Giacomo Voli          | Vivere il mio tempo (Litfiba)                 | 51,86%       |
| 4      | Raffaella Carrà | Tommaso Pini          | Kiss (Prince)                                 | 37,94%       |
| 5      | Raffaella Carrà | Federica Buda         | I Wanna Dance with Somebody (Whitney Houston) | 29,68%       |
| 6      | Raffaella Carrà | Giuseppe Maggioni     | Arriverà (Modà)                               | 32,38%       |
| 7      | Noemi           | Giorgia Pino          | Bette Davis Eyes (Kim Carnes)                 | 36,50%       |
| 8      | Noemi           | Gianmarco Dottori     | Amarsi un po' (Lucio Battisti)                | 24,86%       |
| 9      | Noemi           | Stefano Corona        | Who Wants to Live Forever (Queen)             | 38,64%       |
| 10     | J-Ax            | Dylan Magon           | The Man (Aloe Blacc)                          | 15,29%       |
| 11     | J-Ax            | Valerio Jovine        | Una carezza in un pugno (Adriano Celentano)   | 13,81%       |
| 12     | J-Ax            | Suor Cristina Scuccia | Livin' on a Prayer (Bon Jovi)                 | 70,90%       |

Esibizioni di gruppo dei coach
| Ordine | Coach                | Canzone (cantante originale)                        |
| ------ | -------------------- | --------------------------------------------------- |
| 1      | Piero Pelù           | Start Me Up (The Rolling Stones)                    |
| 2      | Raffaella Carrà      | Fatalità, 53 53 456, Cha cha ciao (Raffaella Carrà) |
| 3      | Noemi con Ed Sheeran | Lego House (Ed Sheeran)                             |
| 4      | J-Ax                 | E io ci sto (Rino Gaetano)                          |

### Semifinale
La semifinale è andata in onda il 28 maggio 2014. Si esibiscono i due concorrenti di ogni team. Giungerà in finale un artista per squadra, quello che ottiene il punteggio più alto sommando le percentuali del televoto e i 100 punti distribuiti dal coach tra i suoi due concorrenti (55 al preferito e 45 al secondo componente del team).
Ospiti: Ricky Martin, Fedez, Emis Killa, Sam Smith e Cris Cab
Canzoni eseguite dagli ospiti: Ricky Martin: Medley (con gli 8 semifinalisti) e Vida, Fedez: Cigno nero e Emis Killa: Parole di ghiaccio (in duetto con J-Ax e Noemi): The Monster di Eminem ft. Rihanna, Sam Smith: Stay with Me e Cris Cab: Liar Liar
Legenda
- Artista finalista
- Artista eliminato

| Ordine | Coach           | Artista               | Esibizioni                                                     | Esibizioni                                     | Punteggio | Punteggio | Punteggio |
| Ordine | Coach           | Artista               | Canzone in inglese (cantante originale)                        | Canzone in italiano (cantante originale)       | Coach     | Televoto  | Totale    |
| ------ | --------------- | --------------------- | -------------------------------------------------------------- | ---------------------------------------------- | --------- | --------- | --------- |
| 1      | Piero Pelù      | Giacomo Voli          | Because of You (Skunk Anansie)                                 | Jeeg robot d'acciaio (Roberto Fogù)            | 55        | 54,93%    | 109,93    |
| 2      | Piero Pelù      | Daria Biancardi       | With or Without You (U2)                                       | Pensiero stupendo (Patty Pravo)                | 45        | 45,07%    | 90,07     |
| 3      | Raffaella Carrà | Giuseppe Maggioni     | Eye of the Tiger (Survivor)                                    | Cleptomania (Sugarfree)                        | 45        | 39,67%    | 84,67     |
| 4      | Raffaella Carrà | Tommaso Pini          | Wuthering Heights (Kate Bush)                                  | Centro di gravità permanente (Franco Battiato) | 55        | 60,33%    | 115,33    |
| 5      | J-Ax            | Dylan Magon           | Man in the Mirror (Michael Jackson)                            | P.E.S. (Club Dogo)                             | 55        | 29,82%    | 84,82     |
| 6      | J-Ax            | Suor Cristina Scuccia | (I've Had) The Time of My Life (Bill Medley e Jennifer Warnes) | Sally (Vasco Rossi)                            | 45        | 70,18%    | 115,18    |
| 7      | Noemi           | Stefano Corona        | Time is running out (Muse)                                     | Amico (Renato Zero)                            | 55        | 41,48%    | 96,48     |
| 8      | Noemi           | Giorgia Pino          | What's up (Linda Perry)                                        | Vivimi (Laura Pausini)                         | 45        | 58,52%    | 103,52    |

### Finale
La finale è andata in onda il 5 giugno 2014. Nel corso della semifinale, il presentatore Federico Russo ha ufficializzato l'apertura del televoto per tutto il corso della settimana, chiuso poi al termine della prima fase della finale. È stato riaperto poi altre due volte, sino alla proclamazione di The Voice of Italy 2014. La prima fase prevede lo schieramento di tre pezzi: una cover, un duetto con il proprio coach e l'inedito. La seconda fase prevede lo schieramento del brano presentato alle Blind Auditions. Infine, la terza ed ultima fase prevede lo schieramento di uno dei brani presentati ai Live Show.
Ospiti: 5 Seconds of Summer e Clean Bandit
Canzoni eseguite dagli ospiti: Clean Bandit: Rather Be (con i 4 finalisti), 5 Seconds of Summer: Don't Stop
Prima fase
- Concorrente che passa alla seconda fase
- Quarto classificato

| Ordine | Coach           | Artista               | Prima manche                      | Seconda manche                                              | Terza manche          | Televoto |
| Ordine | Coach           | Artista               | Canzone (cantante originale)      | Esibizione con il coach (cantante originale)                | Inedito               | Televoto |
| ------ | --------------- | --------------------- | --------------------------------- | ----------------------------------------------------------- | --------------------- | -------- |
| 1      | Noemi           | Giorgia Pino          | I Try (Macy Gray)                 | Ain't No Mountain High Enough (Marvin Gaye e Tammi Terrell) | Se davvero vuoi       | 9,70%    |
| 2      | Raffaella Carrà | Tommaso Pini          | Smooth Criminal (Michael Jackson) | It's Raining Men (Geri Halliwell)                           | La perfezione non c'è | 11,32%   |
| 3      | J-Ax            | Suor Cristina Scuccia | Beautiful That Way (Noa)          | Gli anni (883)                                              | Lungo la riva         | 53,66%   |
| 4      | Piero Pelù      | Giacomo Voli          | Nessun dorma (Giacomo Puccini)    | Stairway to Heaven (Led Zeppelin)                           | Rimedio               | 25,32%   |

Seconda fase
- Concorrente che passa alla terza fase
- Terzo classificato

| Ordine | Coach           | Artista               | Canzone delle Blind Auditions (cantante originale) | Televoto |
| ------ | --------------- | --------------------- | -------------------------------------------------- | -------- |
| 1      | Raffaella Carrà | Tommaso Pini          | Summertime Sadness (Lana Del Rey)                  | 12,08%   |
| 2      | J-Ax            | Suor Cristina Scuccia | No One (Alicia Keys)                               | 57,64%   |
| 3      | Piero Pelù      | Giacomo Voli          | Rock and Roll (Led Zeppelin)                       | 30,28%   |

Terza fase
- Vincitore
- Secondo classificato

| Ordine | Coach      | Artista               | Canzone dei Live Show (cantante originale) | Televoto |
| ------ | ---------- | --------------------- | ------------------------------------------ | -------- |
| 1      | J-Ax       | Suor Cristina Scuccia | Flashdance... What a Feeling (Irene Cara)  | 62,30%   |
| 2      | Piero Pelù | Giacomo Voli          | Vivere il mio tempo (Litfiba)              | 37,70%   |

Esibizioni di gruppo dei coach
| Ordine | Coach             | Canzone (cantante originale) |
| ------ | ----------------- | ---------------------------- |
| 1      | Piero Pelù e J-Ax | Spirito (Litfiba)            |
| 2      | Noemi             | Don't Get Me Wrong (Noemi)   |

## Ascolti
| Puntate | Tipo                   | Data           | Telespettatori | Share  |
| ------- | ---------------------- | -------------- | -------------- | ------ |
| 1       | Blind Auditions 1      | 12 marzo 2014  | 2.705.000      | 11,15% |
| 2       | Blind Auditions 2      | 19 marzo 2014  | 2.197.000      | 9,21%  |
| 3       | Blind Auditions 3      | 26 marzo 2014  | 3.254.000      | 12,92% |
| 4       | Blind Auditions 4      | 2 aprile 2014  | 3.465.000      | 14,33% |
| 5       | Blind Auditions 5      | 9 aprile 2014  | 3.551.000      | 14,74% |
| 6       | Battles 1              | 16 aprile 2014 | 3.311.000      | 14,21% |
| 7       | Battles 2              | 23 aprile 2014 | 3.248.000      | 13,30% |
| 8       | Knockout 1             | 24 aprile 2014 | 3.098.000      | 12,80% |
| 9       | Knockout 2             | 30 aprile 2014 | 2.997.000      | 12,32% |
| 10      | Live Show 1            | 7 maggio 2014  | 3.229.000      | 16,03% |
| 11      | Live Show 2            | 14 maggio 2014 | 2.980.000      | 14,08% |
| 12      | Live Show 3            | 21 maggio 2014 | 3.561.000      | 15,97% |
| 13      | Live Show 4 Semifinale | 28 maggio 2014 | 3.210.000      | 15,75% |
| 14      | Live Show 5 Finale     | 5 giugno 2014  | 4.100.000      | 21,03% |
| Media   | Media                  | Media          | 3.208.000      | 14,13% |

## Ospiti ai Live Show
| Live Show | Data           | Ospiti                                               |
| --------- | -------------- | ---------------------------------------------------- |
| 1         | 7 maggio 2014  | Kylie Minogue                                        |
| 2         | 14 maggio 2014 | Saule                                                |
| 3         | 21 maggio 2014 | The Vamps, Ed Sheeran                                |
| 4         | 28 maggio 2014 | Ricky Martin, Fedez, Emis Killa, Sam Smith, Cris Cab |
| 5         | 5 giugno 2014  | 5 Seconds of Summer, Clean Bandit                    |

## Discografia
Singoli
| Artista               | Singolo               | Posizioni in classifica |
| Artista               | Singolo               | FIMI                    |
| --------------------- | --------------------- | ----------------------- |
| Giacomo Voli          | Rimedio               | 8                       |
| Giorgia Pino          | Se davvero vuoi       | 29                      |
| Suor Cristina Scuccia | Lungo la riva         | 37                      |
| Tommaso Pini          | La perfezione non c'è | 38                      |

EP
| Artista          | EP              | Posizioni in classifica |
| Artista          | EP              | FIMI                    |
| ---------------- | --------------- | ----------------------- |
| Dylan Magon      | Diamante        | 49                      |
| Cristina Scuccia | Sister Cristina | 17                      |

Compilation
| Compilation                                                                                                   | Posizioni in classifica |
| Compilation                                                                                                   | FIMI                    |
| --- | ----------------------- |
| The Voice of Italy - The Best of Blind Auditions - Pubblicazione: 10 aprile 2014 - Etichetta: Universal Music | 22                      |
| The Voice of Italy - The Best of Battles - Pubblicazione: 24 aprile 2014 - Etichetta: Universal Music         | -                       |

## Curiosità
- L'edizione ha avuto la particolarità di avere ogni coach rappresentante di un genere musicale: il pop con la Carrà, il rock con Pelù, il soul e il blues con Noemi e il rap con J-Ax.

- Giacomo Voli (Team Pelù), arrivato secondo, è successivamente diventato il vocalist della band Rhapsody of Fire. Nel 2021 ha vinto la Quarta Edizione di All Together Now - La Musica è Cambiata.

- Il video della Blind Audition di suor Cristina Scuccia (Team J-Ax) che ha cantato No One di Alicia Keys ha raggiunto e superato cento milioni di visualizzazioni sul canale ufficiale YouTube del programma, portando una notorietà mondiale alla versione italiana della trasmissione.

- Suor Cristina Scuccia, dopo aver vinto la seconda edizione, ha ringraziato Dio per la vittoria dopo aver detto insieme al pubblico la preghiera cristiana Padre nostro.

- Alle audizioni si presenta Alessandra Drusian dei Jalisse che non viene tuttavia scelta da nessun coach. Quest’ultima ha poi partecipato nel 2018 prima ad Ora o mai più (assieme al marito) e, sempre nello stesso anno, a Tale e quale show.

- Benedetta Caretta (Team Carrà), eliminata ai knockout, è stata la vincitrice della seconda edizione di Io canto.

- Vittoria De Santis (Team Carrà), eliminata ai knockout, ha partecipato nel 2011 ad X Factor, insieme ad una sua amica, in un duo, le Cafè Margot, venendo eliminata nel quarto live show.

- Yvonne Tocci (team J-Ax e poi team Noemi), eliminata ai knockout, nel 2015, ha partecipato ad Amici, eliminata durante la fase iniziale.

- Pietro Napolano (Team J-Ax) ha fondato insieme a Piero Romitelli i Pquadro, gruppo con il quale ha partecipato nel 2007 al Festival di Sanremo nella categoria Nuove Proposte, classificandosi al terzo posto con il brano Malinconiche sere.

- Benedetta Giovagnini (Team J-Ax) è la sorella di Valentina Giovagnini, che partecipò nel 2002 al Festival di Sanremo nella sezione Giovani con Il passo silenzioso della neve e scomparsa nel 2009 in seguito a un incidente stradale.

- Carolina Russi (Team J-Ax) è la figlia della conduttrice Anna Pettinelli.

- Federica Buda (Team Carrà) ha preso parte alla trasmissione Forte forte forte. Ha inoltre partecipato alla tredicesima edizione di X Factor con la sua band Booda, arrivando al secondo posto.

- Federica Marinari (Team Pelù) ha partecipato alla diciottesima edizione di Amici venendo eliminata durante la fase iniziale.

- Daria Biancardi (Team Pelù) ha partecipato alla Prima Edizione di All Together Now, dove è arrivata in finale.

- Federica Bensi (Team Pelù) ha partecipato alla Prima Edizione di All Together Now, dove è arrivata in finale.

- Carmine Cirillo (Team Carrà) ha partecipato alla Seconda Edizione di All Together Now, dove è arrivato in finale.

- Andrea Veschini (Team Noemi) è stato uno dei giurati nel muro della Quarta Edizione di All Together Now.